# محمد بن عبد الوهاب الفراء
أبو أحمد الفراء محمد بن عبد الوهّاب بن حبيب بن مهران العبدي النيسابوري، فقيه وأديب من نيسابور، وأحد رواة الحديث عند أهل السنة والجماعة، ولد بعد سنة 180 هـ ، وأخذ الأدب عن الأصمعي، وابن الأعرابي، وأبي عبيد القاسم بن سلام، والحديث عن أحمد بن حنبل، ويحيى بن معين، وعلي بن المديني، والفقه عن أبيه وعلي بن عثام، وكان يفتي في هذه العلوم ويرجع إليه فيها. توفي أواخر سنة 272 هـ وله 95 سنة.

## أقوال العلماء فيه
- قال الإمام مسلم: «محمد ابن عبد الوهّاب ثقة صدوق.»[2]
- وقال عنه الذهبي: «الإمام، العلامة، الحافظ، كان وجه مشايخ نيسابور عقلا وعلما وجلالة وحشمة.»[3] وقال: «أحد أوعية العلم»[4]
- وقال الحاكم النيسابوري: «كان أعقل مشايخنا»[5]
- وقال النسائي: «ثقة.»[6]

## شيوخه وتلاميذه
- شيوخه ومن روى عنهم:

أبوه وابن عمه بشر بن الحكم وأبي النضر هاشم بن القاسم ويعلى بن عبيد وشبابة وهوذة بن خليفة والواقدي ويعقوب بن محمد الزهري وسليمان بن داود الهاشمي والاصمعي وعلي بن الحسن بن شقيق ومحاضر بن الموزع ومحمد بن سابق ويحيى ابن أبي بكر الكرماني وأبي غسان محمد بن يحيى الكناني وعلي بن عثام العامري ومحمد ابن زياد بن الاعرابي وخلق كثير.
- تلاميذه ومن روى عنه:

مسلم بن الحجاج (في غير كتاب الصحيح)، النسائي وأحمد بن سعيد الدارمي وأبو الأزهر أحمد بن الأزهر وهما أكبر منه وابن خزيمة وأبو عوانة والسراج وحسين بن محمد القباني وابن أبي الدنيا وأبو عمرو المستملي وأبو عمر وأحمد بن محمد بن حكيم وأبو عثمان عمرو بن عبد الله البصري ومحمد بن يعقوب بن الأخرم وغيرهم.